# Fosfolipasa A2

Llocs de fosfolipasa

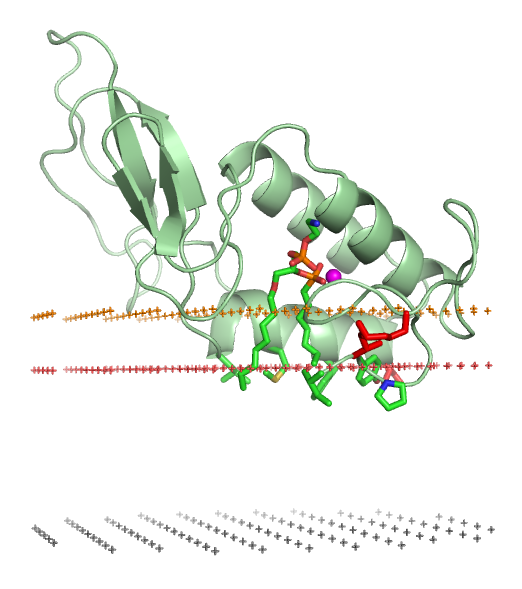
Veri Fosfolipasa A2

La fosfolipasa A2 (en anglès: Phospholipases A2 (PLA2s)) són enzims que alliberen àcids grassos des del segon grup de carboni del glicerol. Aquesta fosfolipasa particular específicament reconeis l'enllaç sn-2 acil dels fosfolípids i de forma catalítica hidrolitza l'enllaç alliberant àcid araquidònic i lisofosfolípids. A través de modificació per ciclooxigenasa, l'àcid araquidònic és modificat en compostos actius anomenats eicosanoides. Els eicosanoides inclouen prostaglandines i leucotriens, els quals estan classificats com mediador antiinflammatoris i inflammatoris mediators.
El PLA2 es troben en els teixits dels mamífers i també en insectes i en el verí de les serps verinoses. Com a resultat hi ha dolor i inflamació local quan pica una serp verinosa. També hi ha fosfolipasa A1 procariòtica.